# Guild Wars Nightfall
Guild Wars Nightfall is het derde hoofdstuk van Guild Wars.
Nightfall kan worden toegevoegd aan het eerste en tweede deel van Guild Wars om zo je speelwereld te vergroten.
Ook is het bij Nightfall zo dat deze afzonderlijk gespeeld kan worden, dan is alleen de Nightfall wereld toegankelijk. Als je dit spel apart speelt, hoef je net zoals bij Factions en Prophecies geen maandelijkse kosten te betalen.

## Beroepen
In Guild Wars Nightfall zijn er twee nieuwe beroepen beschikbaar:
- Paragon (beschermengelen van Elona, onder meer gespecialiseerd in spear mastery (speermeesterschap))
- Dervish (heilige vechters, gespecialiseerd in scythe mastery (zeismeesterschap))

Voor een overzicht van alle beroepen, zie het artikel Guild Wars.
Verhaal: De speler begint in een deel van Elona, het land van de gouden zon. Dit is de plaats waar de paragons de beschermengelen zijn.
In het loop van het spel krijgt de speler te maken met een oorlog met Kourna, waarachter hun god Abbadon staat.
Hij wil ervoor zorgen voor de 'nacht die valt', Nightfall dus.
Het 'character' van de speler moet de npc's van de Sunspear (leger van Elona) leiden.

## Toevoegingen
Hero's
Een van de grote toevoegingen is de mogelijkheid om Hero's te gebruiken.
De Hero kan met wapens en bepantsering worden uitgerust en hem kan skills ook worden toegekend. De speler kan een Hero net als henchman zelf besturen door het plaatsen van vlaggetjes. Ook kan de speler op de hero klikken en zijn skills gebruiken. Als de speler wil kan hij/zij de Hero dus ook zelf besturen.